# 애디론댁 (열차)
애디론댁(영어: Adirondack)는 미국 뉴욕주 뉴욕 펜실베이니아 역에서 캐나다 퀘벡주 몬트리올 중앙역까지 운행되는 장거리 열차이다.

## 역사 및 현황
1971년 암트랙 설립과 동시에 신설된 열차로 이와는 별도로 캐나다를 잇는 노선은 암트랙 케스케이즈, 메이플 리프가 있다. 당시 델라웨어 앤드 허드슨이 올버니에서 뉴욕과 몬트리올간 2개의 열차를 운영했다. 이후 노선이 폐선되었다가 1974년 8월에 운행하기 시작했다. 개통 초기 뉴욕 시에서 재정 지원을 받고 운행했다.

## 운행 노선

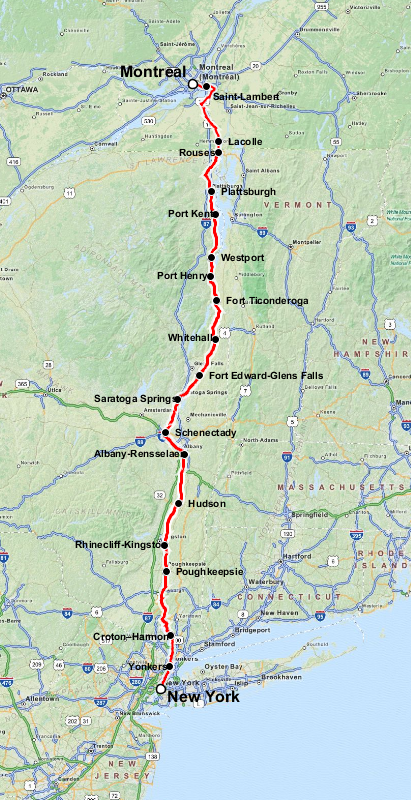
암트랙 애디론댁 노선도 (interactive map)

## 사진

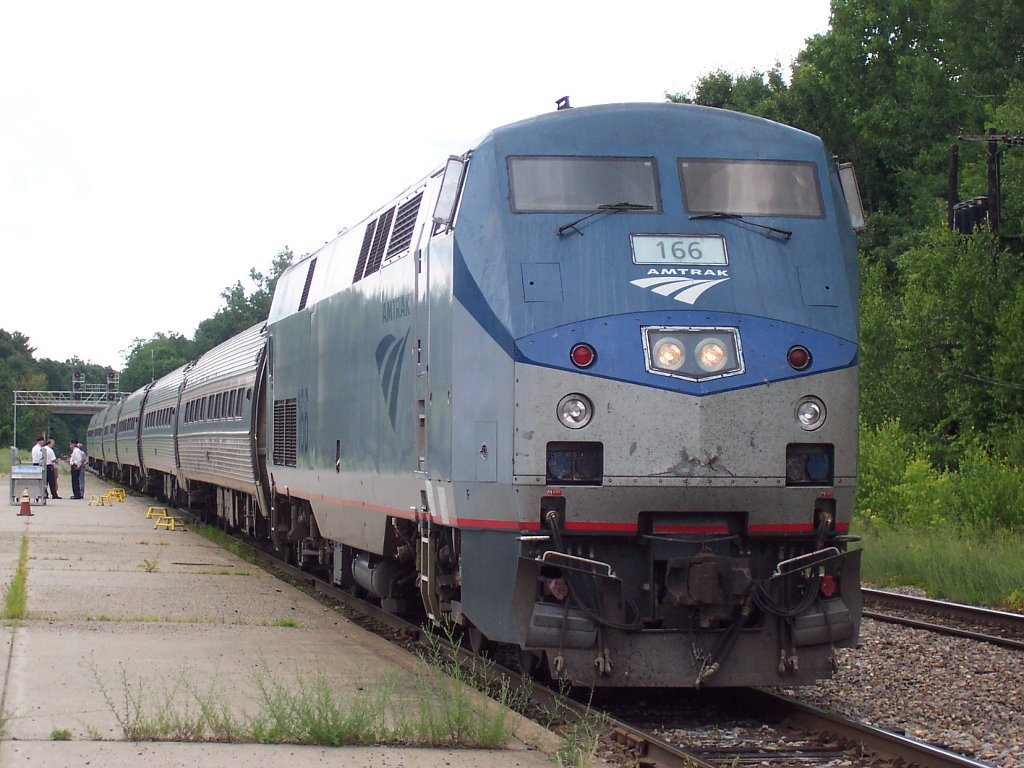
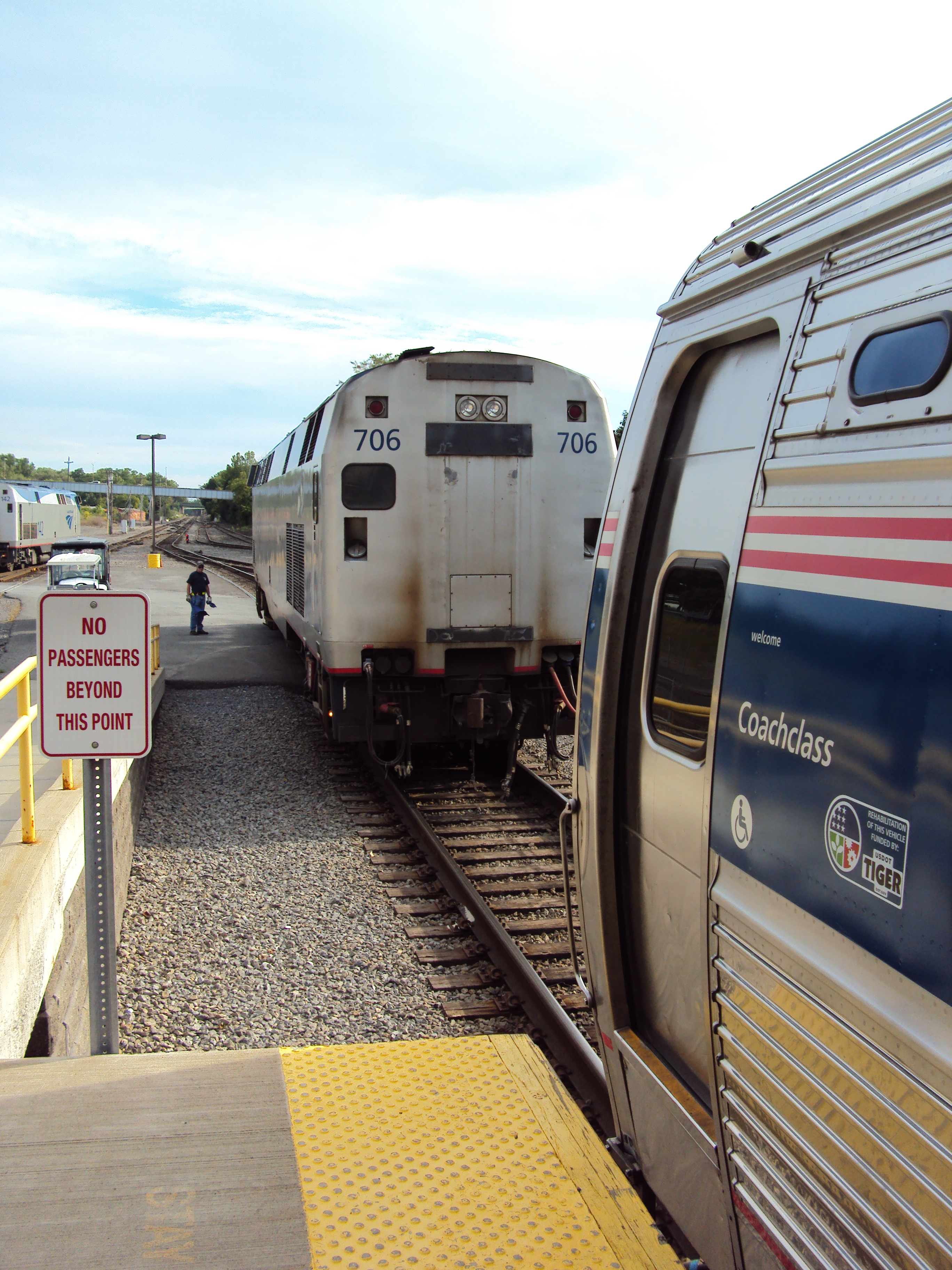
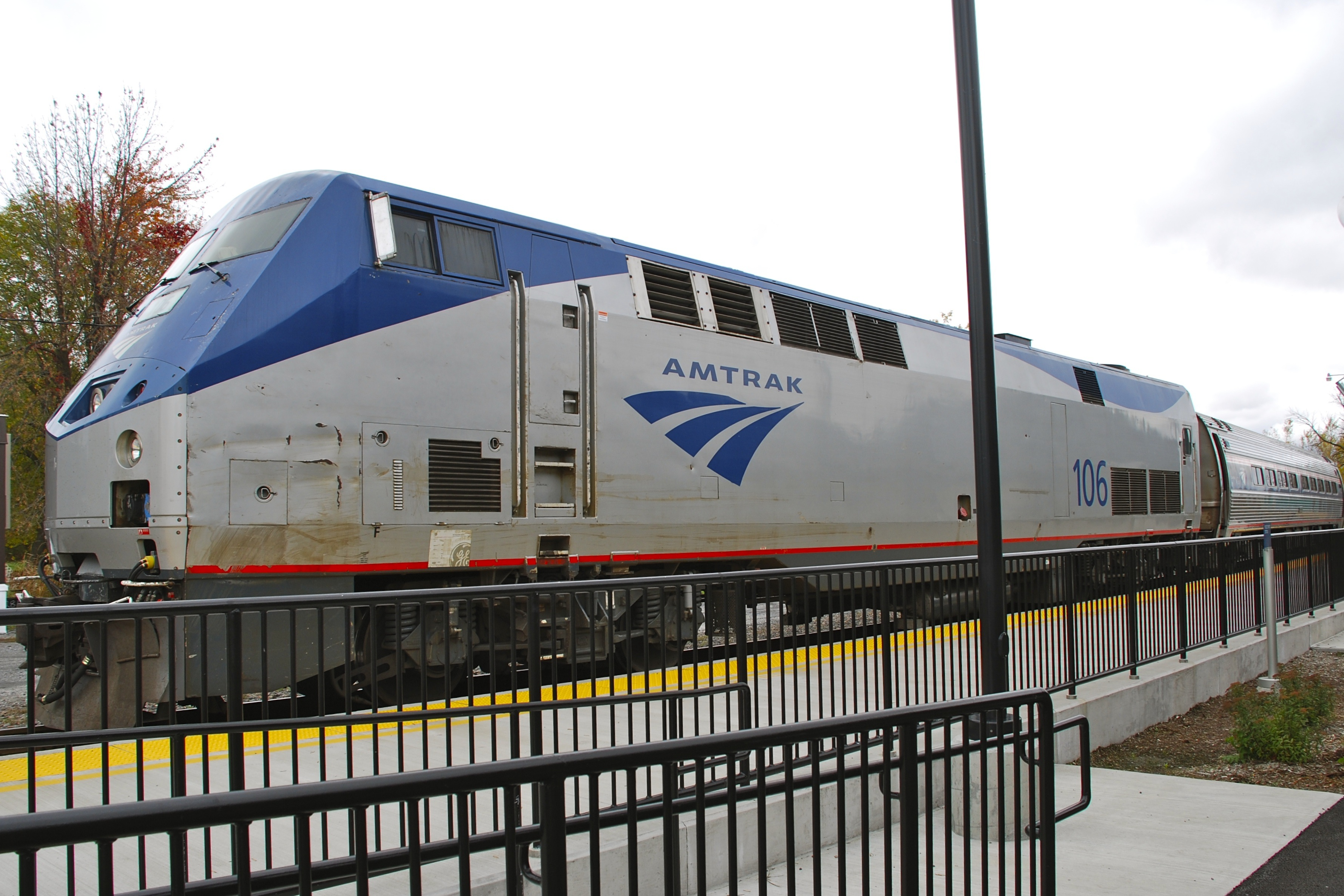